# Grottes de Pertosa
À ne pas confondre avec les Grotte de Saint-Michel-Archange.
Les grottes de Pertosa (Grotte von Pertosa), également appelées grottes de l'ange (Grotta dell'Angelo), se trouvent entre les communes de Pertosa et d'Auletta, à 60 km de Salerne, dans le paysage de la chaîne de montagnes Alburni en Italie. Il s'agit d'un complexe de grottes karstiques située à une altitude de 263 m, le long de la rive gauche du fleuve Tanagro (it).

## Géologie

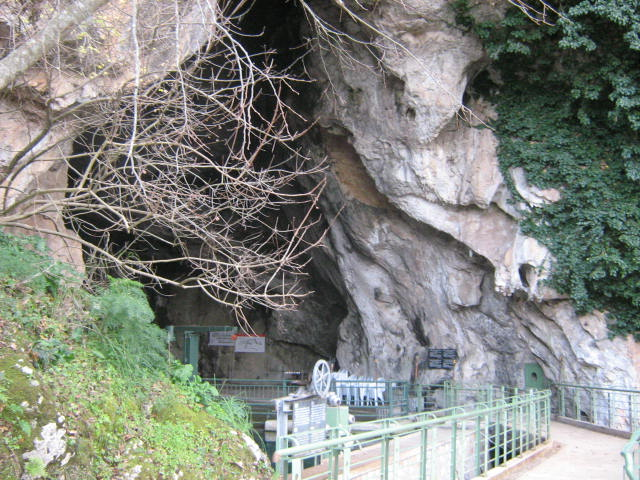
Entrée des grottes

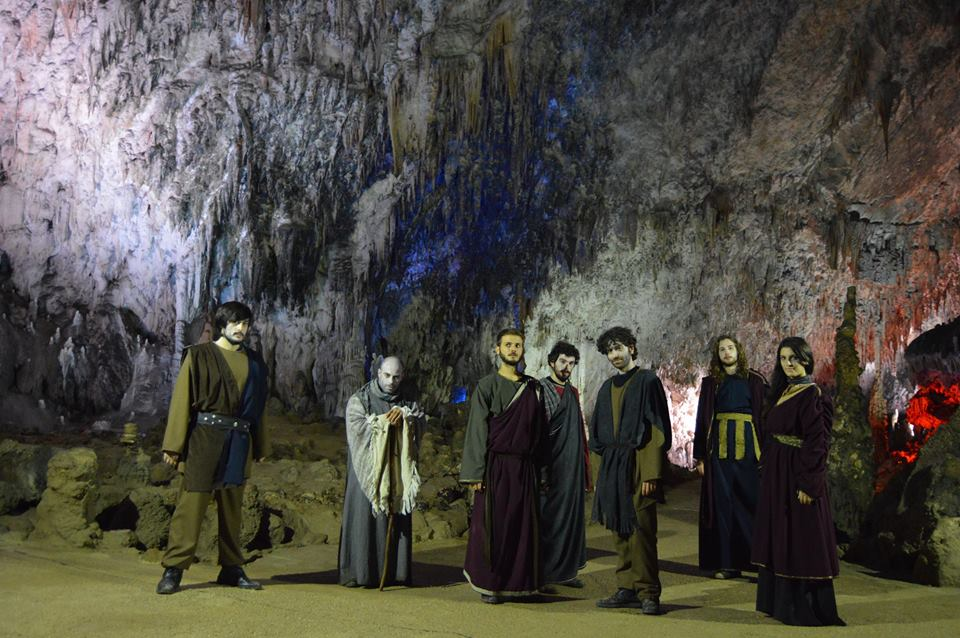
Représentation de la pièce Ulisse: il Viaggio nell'Ade en 2015 dans les grottes.

Les Grotte dell' Angelo est un amphithéâtre naturel datant d'environ 35 millions d'années. Elle existait déjà à l'âge de pierre, comme l'indiquent de nombreux objets trouvés. Avant que les chrétiens ne la consacrent à l'archange Saint-Michel, la grotte était utilisée comme lieu de culte par les Grecs et les Romains.
Des cavités, reliées par des galeries en forme de tunnel, s'étendent sur environ 2 500 m de long. Elles sont ponctuées de nombreuses stalactites et stalagmites. Pour atteindre cette grotte unique en Italie, il faut passer en bateau une petite rivière souterraine et s'enfoncer de quelques centaines de mètres dans les entrailles de la terre, où le silence n'est plus couvert que par le bruit de l'eau. À l'autre extrémité de l'étang souterrain se trouve une cascade de la Fiume Negro.

## Activités
Les grottes sont régulièrement utilisées pour des spectacles théâtraux, comme « L'Inferno di Dante nelle Grotte » (litt. « L'Enfer de Dante dans les grottes ») ou « Ulisse: il Viaggio nell'Ade ». (litt. « Ulysse : le voyage vers Hadès »).
Les grottes ont servi de décor à certaines scènes du film d'épouvante italien Le Fantôme de l'Opéra (1998), réalisé par Dario Argento.